# Rômulo Borges Monteiro
Rômulo Borges Monteiro, mais conhecido como Rômulo (Picos, 19 de setembro de 1990) é um futebolista brasileiro que atua como zagueiro, volante ou meia. Atualmente joga no Retrô.

## Carreira

### Porto
No dia 11 de setembro de 2004, através das chamadas peneiras seletivas, foi levado pelo empresário João Melo para se submeter a testes no time do Porto de Caruaru. O jovem sempre visou alcançar o seu grande sonho de ser um jogador de futebol profissional e contou com o seu talento e sorte para que isso acontecesse.
Em 2005, ainda com quinze anos, Rômulo foi atuar no time juvenil do Porto de Caruaru, passando logo em seguida para os juniores no ano de 2006, mas devido às boas atuações, a diretoria do time pernambucano optou que o jogador deveria subir para o time profissional no ano seguinte.
O jovem também chegou a treinar em grandes equipes dentro e fora do país, como Benfica em 2007 e Atlético Paranaense em 2008.
Pelo Porto de Caruaru, Romulo jogou três edições da Copa São Paulo de Futebol Júnior: 2007, 2008 e 2009. Apesar da equipe não ter passado para segunda fase nenhuma das vezes, ele se destacou a ponto de receber ofertas de grandes equipes. Seu futebol encantou, principalmente, o Rodrigo Caetano, que é gerente de futebol.

### Vasco da Gama
Em 4 de outubro de 2009 o empresário Eduardo Carioca, agenciador de grandes nomes do futebol brasileiro como Fábio (Cruzeiro) e Ciro, o levou para o Vasco da Gama, ele estreou no dia 30 de junho de 2010.
No ano seguinte Rômulo Conquistou a Copa do Brasil de 2011 sendo um dos grandes jogadores do time comandado por Ricardo Gomes. Rômulo foi titular absoluto na bela campanha do Vasco no Brasileirão de 2011, Porém a equipe Carioca acabou ficando com o Vice-Campeonato da competição. Ainda em 2011 Rômulo acabou sendo eleito o segundo melhor volante do Campeonato Brasileiro. Em 2012 Rômulo foi novamente titular absoluto da equipe comandada por Cristóvão Borges, Apesar da bela campanha a equipe acabou sendo eliminada nas quartas de final da Libertadores pelo Corinthians.

### Spartak Moscou
Em 28 de junho de 2012, foi vendido ao Spartak Moscou por 8 milhões de euros (cerca de 20,7 milhões de reais). O Vasco da Gama que possui 50% dos direitos do jogador recebeu 10 milhões de reais. Logo em suas primeiras partidas com a camisa do Spartak teve uma grave lesão que o deixou fora dos gramados por 16 meses.

### Flamengo
Depois de meses de negociação, em 13 de janeiro de 2017, Rômulo enfim rescindiu com o Spartak Moscou e acertou a sua ida para o Flamengo, por quatro temporadas.
Rodrigo Caetano, gerente de futebol do clube e admirador de seu futebol, foi o responsável pela sua contratação.
Rômulo foi o terceiro reforço do Flamengo para a temporada de 2017, e sua apresentação oficial se deu no dia 16 de janeiro, e sua camisa será a de número 27.
Sua estréia se deu no dia 29 de janeiro, em partida válida pela primeira rodada do Carioca, diante do Boavista.
Rômulo marcou seu primeiro gol com a camisa Rubro Negra em 8 de março de 2017, na estréia do Flamengo pela Libertadores de 2017, onde goleou o San Lorenzo por 4 a 0.

### Grêmio
Sem espaço no Flamengo, Rômulo foi emprestado para o Clube Gaúcho. No dia 7 de janeiro de 2019 Rômulo foi apresentado oficialmente pelo Grêmio.

## Seleção Brasileira
Em 5 de setembro de 2011, Rômulo foi convocado pela primeira vez para a Seleção Brasileira. Ele foi chamado para a disputa do Superclássico das Américas em dois jogos contra a Argentina e veio se firmando como um dos ídolos da nova geração vascaína. No dia 9 de junho de 2012, marcou o seu primeiro gol com a camisa da seleção canarinho. Rômulo também fez parte do elenco da Seleção Brasileira que conquistou a medalha de Prata nos jogos Olímpicos de 2012.

## Vida pessoal
Rômulo nasceu na cidade de Picos, no estado do Piauí, filho de José Willami Carlos Monteiro e Luciana Maria Borges.

## Estatísticas
Até 16 de setembro de 2020.

### Clubes
| Clube                    | Temporada         | Campeonato nacional | Campeonato nacional | Campeonato nacional | Copa nacional[a] | Copa nacional[a] | Copa nacional[a] | Competições continentais[b] | Competições continentais[b] | Competições continentais[b] | Outros torneios[c] | Outros torneios[c] | Outros torneios[c] | Total | Total | Total   |
| Clube                    | Temporada         | Jogos               | Gols                | Assist.             | Jogos            | Gols             | Assist.          | Jogos                       | Gols                        | Assist.                     | Jogos              | Gols               | Assist.            | Jogos | Gols  | Assist. |
| ------------------------ | ----------------- | ------------------- | ------------------- | ------------------- | ---------------- | ---------------- | ---------------- | --------------------------- | --------------------------- | --------------------------- | ------------------ | ------------------ | ------------------ | ----- | ----- | ------- |
| Vasco da Gama            | 2010              | 22                  | 2                   | 0                   | —                | —                | —                | —                           | —                           | —                           | 4                  | 0                  | 0                  | 26    | 2     | 0       |
| Vasco da Gama            | 2011              | 32                  | 1                   | 0                   | 5                | 0                | 0                | 4                           | 0                           | 0                           | 21                 | 4                  | 0                  | 62    | 5     | 0       |
| Vasco da Gama            | 2012              | 3                   | 0                   | 0                   | —                | —                | —                | 8                           | 0                           | 0                           | 7                  | 1                  | 0                  | 18    | 1     | 0       |
| Vasco da Gama            | Total             | 57                  | 3                   | 0                   | 5                | 0                | 0                | 12                          | 0                           | 0                           | 32                 | 5                  | 0                  | 106   | 8     | 0       |
| Spartak Moscou           | 2012–13           | 4                   | 1                   | 0                   | —                | —                | —                | 3                           | 1                           | 0                           | —                  | —                  | —                  | 7     | 2     | 0       |
| Spartak Moscou           | 2013–14           | 9                   | 0                   | 0                   | 1                | 0                | 0                | —                           | —                           | —                           | —                  | —                  | —                  | 10    | 0     | 0       |
| Spartak Moscou           | 2014–15           | 19                  | 2                   | 0                   | 2                | 0                | 0                | —                           | —                           | —                           | —                  | —                  | —                  | 21    | 2     | 0       |
| Spartak Moscou           | 2015–16           | 21                  | 0                   | 3                   | —                | —                | —                | —                           | —                           | —                           | —                  | —                  | —                  | 21    | 0     | 3       |
| Spartak Moscou           | 2016–17           | 8                   | 0                   | 2                   | 1                | 0                | 0                | 1                           | 0                           | 0                           | —                  | —                  | —                  | 10    | 0     | 2       |
| Spartak Moscou           | Total             | 61                  | 3                   | 5                   | 4                | 0                | 0                | 4                           | 1                           | 0                           | 0                  | 0                  | 0                  | 69    | 4     | 5       |
| Flamengo                 | 2017              | 8                   | 0                   | 0                   | 2                | 0                | 0                | 5                           | 1                           | 0                           | 11                 | 0                  | 0                  | 26    | 1     | 0       |
| Flamengo                 | 2018              | 7                   | 0                   | 0                   | 1                | 0                | 0                | 1                           | 0                           | 0                           | 4                  | 0                  | 0                  | 13    | 0     | 0       |
| Flamengo                 | Total             | 15                  | 0                   | 0                   | 3                | 0                | 0                | 6                           | 1                           | 0                           | 15                 | 0                  | 0                  | 39    | 1     | 0       |
| Grêmio                   | 2019              | 14                  | 2                   | 0                   | 2                | 0                | 0                | 4                           | 0                           | 1                           | 10                 | 0                  | 0                  | 30    | 2     | 1       |
| Grêmio                   | Total             | 14                  | 2                   | 0                   | 2                | 0                | 0                | 4                           | 0                           | 1                           | 10                 | 0                  | 0                  | 30    | 2     | 1       |
| Shijiazhuang Ever Bright | 2020              | 10                  | 0                   | 1                   | —                | —                | —                | —                           | —                           | —                           | —                  | —                  | —                  | 10    | 0     | 1       |
| Shijiazhuang Ever Bright | Total             | 10                  | 0                   | 1                   | —                | —                | —                | —                           | —                           | —                           | —                  | —                  | —                  | 10    | 0     | 1       |
| Total na carreira        | Total na carreira | 157                 | 8                   | 6                   | 14               | 0                | 0                | 26                          | 2                           | 1                           | 57                 | 5                  | 0                  | 254   | 15    | 7       |

- a. ^ Jogos da Copa do Brasil e Copa da Rússia
- b. ^ Jogos da Copa Sul-Americana, Copa Libertadores da América, Liga dos Campeões da UEFA e Liga Europa da UEFA
- c. ^ Jogos da Amistoso, Copa da Hora, Campeonato Carioca e Primeira Liga do Brasil

### Seleção Brasileira
Abaixo estão listados todos jogos e gols do futebolista pela Seleção Brasileira, desde as categorias de base. Abaixo da tabela, clique em expandir para ver a lista detalhada dos jogos de acordo com a categoria selecionada.
Sub-23 (Olímpico)
| Ano   |       |      |         |       |
| Ano   | Jogos | Gols | Assist. | Média |
| ----- | ----- | ---- | ------- | ----- |
| 2012  | 7     | 1    | 0       | 0,14  |
| Total | 7     | 1    | 0       | 0,14  |

|    | Data                 | Local                                        | Resultado | Adversário    | Gols | Assist. | Competição                         |
| -- | -------------------- | -------------------------------------------- | --------- | ------------- | ---- | ------- | ---------------------------------- |
| 1  | 20 de julho de 2012  | Riverside Stadium, Middlesbrough, Inglaterra | 2–0       | Grã-Bretanha  | 0    | 0       | Amistoso                           |
| 2  | 26 de julho de 2012  | Millennium Stadium, Cardiff, País de Gales   | 3–2       | Egito         | 0    | 0       | Jogos Olímpicos de Londres de 2012 |
| 3. | 29 de julho de 2012  | Old Trafford, Manchester, Inglaterra         | 3–1       | Bielorrússia  | 0    | 0       | Jogos Olímpicos de Londres de 2012 |
| 4. | 1 de agosto de 2012  | St James' Park, Newcastle, Inglaterra        | 3–0       | Nova Zelândia | 0    | 0       | Jogos Olímpicos de Londres de 2012 |
| 5. | 4 de agosto de 2012  | St James' Park, Newcastle, Inglaterra        | 3–2       | Honduras      | 0    | 0       | Jogos Olímpicos de Londres de 2012 |
| 6. | 7 de agosto de 2012  | Old Trafford, Manchester, Inglaterra         | 3–0       | Coreia do Sul | 1    | 0       | Jogos Olímpicos de Londres de 2012 |
| 7. | 11 de agosto de 2012 | Wembley, Londres, Inglaterra                 | 1–2       | México        | 0    | 0       | Jogos Olímpicos de Londres de 2012 |

Seleção principal

| Ano   |       |      |         |       |
| Ano   | Jogos | Gols | Assist. | Média |
| ----- | ----- | ---- | ------- | ----- |
| 2011  | 1     | 0    | 0       | 0     |
| 2012  | 7     | 1    | 0       | 0,14  |
| Total | 8     | 1    | 0       | 0,12  |

|    | Data                   | Local                                        | Resultado | Adversário     | Gols | Assist. | Competição                         |
| -- | ---------------------- | -------------------------------------------- | --------- | -------------- | ---- | ------- | ---------------------------------- |
| 1. | 28 de setembro de 2011 | Mangueirão, Pará, Brasil                     | 2–0       | Argentina      | 0    | 0       | Superclássico das Américas de 2011 |
| 2. | 26 de maio de 2012     | Imtech Arena, Hamburgo, Alemanha             | 3–1       | Dinamarca      | 0    | 0       | Amistoso                           |
| 3. | 30 de maio de 2012     | FedEx Field, Washington, Estados Unidos      | 4–1       | Estados Unidos | 0    | 0       | Amistoso                           |
| 4. | 3 de junho de 2012     | Cowboys Stadium, Dallas, Estados Unidos      | 0–2       | México         | 0    | 0       | Amistoso                           |
| 5. | 9 de junho de 2012     | MetLife Stadium, Nova Jersey, Estados Unidos | 3–4       | Argentina      | 1    | 0       | Amistoso                           |
| 6. | 15 de agosto de 2012   | Estádio Råsunda, Estocolmo, Suécia           | 3–0       | Suécia         | 0    | 0       | Amistoso                           |
| 7. | 7 de setembro de 2012  | Morumbi, São Paulo, Brasil                   | 1–0       | África do Sul  | 0    | 0       | Amistoso                           |
| 8. | 10 de setembro de 2012 | Arruda, Recife, Brasil                       | 8–0       | China          | 0    | 0       | Amistoso                           |

## Títulos
Vasco da Gama
- Copa do Brasil: 2011
- Copa da Hora: 2010
- Taça Rio: 2021

Spartak Moscou
- Campeonato Russo: 2016–17

Flamengo
- Campeonato Carioca: 2017
- Taça Guanabara: 2018

Grêmio
- Recopa Gaúcha: 2019
- Campeonato Gaúcho 2019

Retrô
- Campeonato Brasileiro - Série D: 2024

Seleção Brasileira
- Superclássico das Américas: 2011, 2014
- Medalha de Prata Jogos Olímpicos: 2012